# 未來人 (電視劇)
《未來人》（英語：Future Man）是一部於Hulu播出的美國電視劇，由霍華·歐曼、凱爾·亨特和艾利爾·沙菲爾所創作。該劇於2017年11月14日首播第一季共13集，第二季已獲續訂。
2018年1月8日，該劇續訂了第二季，共13集，於2019年1月11日播放。第三季也是最後一季於2020年4月3日播放。

## 劇情
故事敘述喬許·福特曼在白天是名清潔工，而到晚上則是電子遊戲玩家；忽然有一天，被神秘人召喚，使他必須透過時間旅行來阻止人類的滅絕。

## 演員

### 主要角色
- 喬許·哈契森 飾 喬許·福特曼[4]
- 伊莉莎·庫柏（英语：Eliza Coupe） 飾 泰格兒[4]
- 德瑞克·威爾森 飾 沃夫[4]
- 小埃德·貝格里 飾 蓋布·福特曼[4]
- 格倫妮·海德利 飾 黛安·福特曼[4]

### 常駐角色
- 凱斯·大衛 飾 克朗尼斯博士
- 哈利·喬·奧斯蒙 飾 斯圖·卡米洛醫生
- 布麗特·洛薇爾 飾 潔莉·朗

### 客串
- 查理·麥克德莫特 飾 年輕的巴瑞·福特曼

## 集數

### 第一季
| 集數 | 標題                        | 導演                  | 編劇                        | 上線日期       |
| ---- | --------------------------- | --------------------- | --------------------------- | -------------- |
| 1    | Pilot                       | 塞斯·羅根 & 伊凡·戈博 | 凱爾·亨特 & 艾利爾·沙菲爾   | 2017年11月14日 |
| 2    | Herpe: Fully Loaded         | 塞斯·羅根 & 伊凡·戈博 | 凱爾·亨特 & 艾利爾·沙菲爾   | 2017年11月14日 |
| 3    | A Riphole In Time           | 塞斯·羅根 & 伊凡·戈博 | 亨利·阿隆索·邁爾斯          | 2017年11月14日 |
| 4    | A Fuel's Errand             | 安東·克羅柏           | 丹·米克                     | 2017年11月14日 |
| 5    | Justice Desserts            | 安東·克羅柏           | 梅洛迪·迪洛蕭恩             | 2017年11月14日 |
| 6    | A Blowjob Before Dying      | 妮莎·加納特拉         | 班·卡林                     | 2017年11月14日 |
| 7    | Pandora's Mailbox           | 布蘭登·特羅斯特       | 潔西卡·康拉德               | 2017年11月14日 |
| 8    | Girth, Wind & Fire          | 妮莎·加納特拉         | 馬修·巴斯 & 西奧多·布萊斯曼 | 2017年11月14日 |
| 9    | Operation: Fatal Attraction | 麥可·威佛             | 丹·米克                     | 2017年11月14日 |
| 10   | Operation: Natal Attraction | 麥可·威佛             | 丹·米克                     | 2017年11月14日 |
| 11   | Beyond the TruffleDome      | 溫迪·史坦茲勒         | 凱爾·亨特 & 艾利爾·沙菲爾   | 2017年11月14日 |
| 12   | Prelude to an Apocalypse    | 麥可·道斯             | 班·卡林                     | 2017年11月14日 |
| 13   | A Date with Destiny         | 麥可·道斯             | 班·卡林 & 諾拉·溫斯洛       | 2017年11月14日 |

## 外部連結
- 互联网电影数据库（IMDb）上《Future Man》的资料（英文）